# Peyruis
Peyruis je francouzská obec v departementu Alpes-de-Haute-Provence v regionu Provence-Alpes-Côte d'Azur. V roce 2010 zde žilo 2 689 obyvatel. Je centrem kantonu Peyruis.

## Vývoj počtu obyvatel
Počet obyvatel 